# Bob Harper
Bob Harper, geboren als Robert J. Harper; (* um 1915; † nach 1939) war ein australischer Badmintonspieler. 

## Karriere
Bob Harper wurde 1937 erstmals nationaler Meister in Australien. Weitere Titelgewinne folgten 1938 und 1939. 1938 und 1940 siegte er bei den Victoria International. 1938 und 1939 startete er bei der Whyte Trophy.